# Olšová
Olšová (475 m n. m.) je kopec v Pohořských vrších v části Oderských vrchů v okrese Nový Jičín poblíže města Odry u vesnice Pohoř. Poblíže vrcholu se, od roku 2014, nachází rozhledna Olšová u Pohoře. Poblíže rozhledny a vrcholu kopce pramení Kletenský potok (přítok Odry).